# Fall Guys
Fall Guys: Ultimate Knockout là một trò chơi battle royale và đi cảnh do Mediatonic phát triển vào năm  2020 và Devolver Digital phát hành. Trò chơi được công bố tại sự kiện E3 tháng 6 năm 2019 và phát hành ngày 4 tháng 8 năm 2020 trên Nintendo Switch, Xbox One, và Xbox Series X/S.
60 người chơi điều khiển các sinh vật giống như kẹo dẻo hạt đậu và thi đua với nhau trong một loạt các thử thách, chẳng hạn như vượt chướng ngại vật hoặc đuổi bắt. Nhiều màn chơi khác nhau đã được thêm vào kể từ khi trò chơi phát hành lần đầu tiên; phần ít các trò chơi theo đội, trong khi nhiều trò chơi đòi hỏi người chơi không rơi vào việc bị trượt trên một cảnh nền xoay với các chướng ngại vật được thiết kế để đánh và loại bỏ người chơi, nhưng hầu hết là các chướng ngại vật liên quan đến việc người chơi phải chạy đua để về đích càng sớm càng tốt, nếu không sẽ bị loại—bắt đầu từ 40, sẽ có một số lượng người chơi bị hạn chế và số lượng sẽ giảm dần khi các vòng đấu diễn ra. Cuối cùng, số người chơi giảm xuống chỉ còn một, và người đó sẽ là người chiến thắng.
Fall Guys nhận đánh giá tích cực từ các nhà phê bình cho lối chơi hỗn loạn và hình ảnh trực quan. Trò chơi được lấy cảm hứng từ các chương trình trò chơi khác như Takeshi's Castle, It's a Knockout và Total Wipeout, cùng với các trò chơi cho trẻ em như đuổi bắt và "British Bulldog". Trò chơi có những thay đổi theo mùa, bổ sung thêm nhiều thử thách và thay đổi chủ đề của trò chơi.
Phần thứ sáu và phần hiện tại của trò chơi theo chủ đề tiệc tùng và xiếc.

## Cách chơi
Mỗi trò chơi có lên đến 60 người chơi, thi đấu với nhau trong các trận đấu với lối chơi sinh tồn. Người chơi được mô phỏng dưới hình dạng giống như hạt đậu, di chuyển xung quanh một sân chơi ba chiều với các động tác như nhảy, chộp lấy hoặc lao xuống để chơi. Điều kiện vượt qua để chơi các vòng tiếp theo là phải hoàn thành từng trò chơi nhỏ được lựa chọn ngẫu nhiên. Trên các mini game, các chướng ngại vật xuất hiện xung quanh bản đồ để tăng thêm độ phức tạp đối với người chơi. Những người chơi quá chậm hoặc không hoàn thành được các yêu cầu sẽ bị loại. Ở vòng cuối cùng, số ít người chơi còn lại sẽ thi đấu trận chung kết bằng một trò chơi nhỏ ngẫu nhiên được thiết kế với quy mô người chơi nhỏ hơn. Người chiến thắng là người chơi cuối cùng còn sống sót.
Bằng cách sử dụng đơn vị tiền tệ trong trò chơi, người chơi có thể mua trang phục, quần áo, phụ kiện và biểu tượng cho nhân vật của họ để thể hiện trong trò chơi. Người chơi nhận được "Kudos" bằng cách hoàn thành các trận đấu và nhận được "Crown" (đơn vị tiền tệ cao cấp) khi chiến thắng. Mỗi trang phục là của các nhân vật trong các trò chơi đều khác nhau, chẳng hạn như Gordon Freeman trong loạt trò chơi Half-Life hoặc Áo khoác trong Hotline Miami. Trò chơi hỗ trợ các giao dịch tiền thật để mua thêm tiền dùng trong trò chơi. Mùa 4 có thêm đơn vị tiền tệ "Crown Shards", kiếm được bằng cách chơi trong Chế độ Biệt đội hoặc bằng cách hoàn thành các thử thách hàng ngày. Crown Shards có thể được trao đổi để lấy thêm Crown.
Fall Guys thường xuyên tổ chức các phần mới khoảng 2 đến 4 tháng một lần, tổ chức một chủ đề mới và nội dung bổ sung mỗi mùa. Chế độ Biệt đội xuất hiện trong Mùa 4, một đội gồm bốn người chơi khác nhau cùng hợp tác để kiếm điểm, tiến tới vòng tiếp theo và kiếm Crown Shards.

### Mùa giải
| Mùa   | Giai đoạn                                  | Biệt danh         | |
| ----- | ------------------------------------------ | ----------------- | --- |
| Mùa 1 | 8 tháng 8 năm 2020 – 7 tháng 10 năm 2020   | —                 | Phần gốc lấy cảm hứng từ game show như Takeshi's Castle, It's a Knockout và Wipeout |
| Mùa 2 | 8 tháng 10 năm 2020 – 14 tháng 12 năm 2020 | Medieval Knockout | Theo chủ đề thời trung cổ, với 5 bản đồ thời trung cổ được bổ sung, đồ trang trí, và tính năng thay đổi biệt hiệu và biểu ngữ.                                                                                       |
| Mùa 3 | 15 tháng 12 năm 2020 – 21 tháng 3 năm 2021 | Winter Knockout   | Theo chủ đề mùa đông với 8 chướng ngại vật mùa đông, đồ trang trí và chương trình mới. |
| Mùa 4 | 22 tháng 3 năm 2021 – 20 tháng 7 năm 2021  | Fall Guys 4041    | Theo chủ đề tương lai với phong cách retro, thêm 7 chướng ngại vật trong tương lai, đồ trang trí mới, chế độ biệt đội, Crown Shards, thử thách hàng ngày, và mở rộng Mùa vượt cấp, từ 40 cấp độ lên 50 cấp độ        |
| Mùa 5 | 20 tháng 7 năm 2021 – 29 tháng 11 năm 2021 | Jungle Adventure  | Theo chủ đề Chuyến phiêu lưu trong rừng với 6 màn theo chủ đề Rừng rậm mới, chế độ Duos và Trios, 5 chướng ngại vật mới và đồ trang trí mới.                                                                         |
| Mùa 6 | 30 tháng 11 năm 2021 – Nay                 | Party Spectacular | Theo chủ đề Tiệc tùng và Xiếc với 5 màn, đồ trang trí mới, khả năng liên kết Tài khoản Epic Games cho phép phát triển đa nền tảng giữa PS4 và Steam, tùy chỉnh tên cho người chơi PC và Danh sách Sở thích & Bạn bè. |

## Phát triển
Ý tưởng về Fall Guys: Ultimate Knockout bắt đầu khi Mediatonic đang thảo luận về một dự án khác vào tháng 1 năm 2018. Nhà thiết kế chính Joe Walsh, đã đưa ra một nhận xét thẳng thắn rằng nó khiến ông nhớ đến các game show như Takeshi's Castle và Total Wipeout. Ông đã lấy cảm hứng từ đó để tạo nên Fall Guys: Ultimate Knockout. Ban đầu game có tựa đề là Fools' Gauntlet, Walsh đưa ra ý tưởng có 100 người chơi thi đấu trong trận battle royale bao gồm các thử thách về mặt thể chất. Giám đốc sáng tạo Jeff Tanton lúc đầu cũng tỏ ra nghi ngờ việc tạo ra một trò chơi battle royale khác liệu có thành công, song đã nhanh chóng bị thuyết phục về tiềm năng của trò chơi và chuyển tiếp lời chào hàng của Walsh cho những người sáng lập Mediatonic.
Sau đó Tanton và Walsh bắt đầu viết lời lới thiệu tiếp thị cho trò chơi. Nghệ sĩ ý tưởng chính là Dan Hoang đã tạo ra những hình ảnh có các nhân vật hình hạt đậu đầy màu sắc chạy đua trên các chướng ngại vật trên bầu trời. Tanton giải thích rằng các thiết kế nhân vật của Hoang đã giúp chuyển trọng tâm của trò chơi thoát ra khỏi các chướng ngại vật và chuyển sang các nhân vật. Với việc hoàn thành bản chào hàng, Tanton đã giới thiệu trò chơi cho 10 nhà phát hành khác nhau tại Hội nghị các nhà phát triển trò chơi năm 2018. Sau khi Devolver Digital đồng ý phát hành, quá trình phát triển bắt đầu sáu tháng sau đó.
Fall Guys: Ultimate Knockout bắt đầu quá trình tạo mẫu với một nhóm nhỏ, sau đó tăng lên 30 người trong quá trình phát triển. Tiến độ ban đầu trên các mini game riêng lẻ rất chậm khiến nhóm lo lắng rằng sẽ không có đủ nội dung để khởi chạy. Một bước ngoặt đã đến khi nhóm nghiên cứu đưa ra một nhóm trụ cột "Lấy ý kiến của mọi người ngay khi có cơ hội" và cho phép các nhà phát triển "đẩy mạnh ý tưởng hơn". Những trụ cột đó bao gồm việc đảm bảo mini game phải mang tính "50 hỗn loạn và 50 kỹ năng" và màn chơi phải "lúc nào cũng khác nhau". Giữa những nỗ lực trung thành với các chương trình trò chơi mà họ lấy cảm hứng, cũng như tạo sự khác biệt với các trò chơi battle royale bắn súng góc nhìn thứ nhất, Mediatonic quyết định tập trung vào sự đa dạng trong lối chơi. Bằng cách giới thiệu cho người chơi một số vòng chơi ngẫu nhiên, Mediatonic hy vọng tái tạo lại trải nghiệm như người chơi đang tham gia một game show.  Để giúp giữ "tinh thần của trò chơi trên sân chơi và game show", Mediatonic đã tạo ra một quy tắc nội bộ, rằng các chế độ trò chơi cần được giải thích bằng ba từ. Theo thời gian, trò chơi đã trải qua nhiều thay đổi khác. Số lượng người chơi đã giảm từ 100 xuống 60 do các trò chơi "không thể đọc được hoặc không còn vui nữa" khi có quá nhiều người chơi cạnh tranh. Trong quá trình thử nghiệm, Mediatonic lưu ý rằng tự người chơi đã đánh giá quá cao số lượng người chơi, nói rằng "chúng tôi không cần nhiều người chơi như chúng tôi nghĩ để tạo ra số đông, điều mà chúng tôi cần là cách chơi."
It's a Knockout là một chương trình trò chơi buộc các thí sinh mặc trang phục quá khổ, lấy cảm hứng từ ý tưởng rằng các nhân vật phải "có yếu tố hoàn toàn độc đáo, được thiết kế tồi cho nhiệm vụ mà chúng tôi sẽ đưa ra cho họ". Tính vật lý ragdoll được thực hiện có chủ đích, bởi vì Mediatonic không muốn họ giống như "các nhân vật Ninja Warrior siêu cường tráng" và bởi vì "khi ngã lăn ra sẽ trông rất buồn cười". Theo Walsh, việc tạo ra sự cân bằng phù hợp giữa các va chạm ragdoll hài hước và hiệu suất trò chơi là rất quan trọng, bởi vì "ngay sau khi bạn đánh mất yếu tố ragdoll của nhân vật, bạn sẽ mất đi sự hài hước". Các thiết kế nhân vật được lấy cảm hứng từ giao diện của đồ chơi vinyl.
Mediatonic đã bắt đầu làm việc trên Mùa 2 trước khi trò chơi được phát hành với nhà thiết kế cấp độ Joseph Juson, lưu ý rằng nó giống như một "bản mở rộng" so với mùa 3, nơi nhóm cố gắng đưa ra những ý tưởng mới.

## Phát hành
Fall Guys: Ultimate Knockout công bố tại E3 vào tháng 6 năm 2019 và phát hành vào ngày 4 tháng 8 năm 2020 cho Microsoft Windows và PlayStation 4.  Trước khi phát hành, đã có thông báo rằng Fall Guys: Ultimate Knockout sẽ miễn phí cho các thành viên PlayStation Plus trong thời gian còn lại của tháng 8.
Ngày 22 tháng 2 năm 2022, Mediatonic phát hành bản cập nhật bổ sung danh sách Sở thích và Bạn bè mà họ từng ra thông báo vào ngày 18 tháng 11 năm 2021. Bản này sử dụng hệ thống Epic Overlay mà các trò chơi như Fortnite hoặc Rocket League có thể mời bất kỳ ai trên bất kỳ nền tảng nào thông qua Epic Games Accounts.

## Đánh giá
Fall Guys: Ultimate Knockout nhận được đánh giá "nói chung là thuận lợi", theo trang web tổng hợp đánh giá Metacritic.
Tom Wiggins của tạp chí Stuff đã ca ngợi trò chơi, gọi nó là "Super Monkey Ball cho thế hệ Fortnite". Mercury News ca ngợi lối chơi "hỗn loạn có kiểm soát" của Fall Guys, nói rằng nó đang sử dụng sự kết hợp của các yếu tố từ trò chơi battle royale Fortnite và trò chơi tiệc tùng Mario Party theo cách khiến nó "phù hợp với thời đại coronavirus".
Cuối tuần trước khi phát hành trong giai đoạn thử nghiệm kín, Fall Guys đã nhanh chóng trở thành trò chơi được xem nhiều nhất trên Twitch cũng như trò chơi Steam bán chạy thứ sáu khi game bắt đầu mở đặt hàng trước.
Việc bổ sung Chế độ Biệt đội trong Mùa 4 đã được đón nhận một cách tích cực. Kotaku cho biết nó gợi lên một góc nhìn mới về lối chơi căng thẳng, cho thấy tầm quan trọng của tinh thần đồng đội.

### Giải thưởng
| Giải thưởng                       | Ngày tổ chức         | Hạng mục                       | Kết quả   | Tham khảo |
| --------------------------------- | -------------------- | ------------------------------ | --------- | --------- |
| Golden Joystick 2020              | 24 tháng 11 năm 2020 | Best Multiplayer Award         | Đoạt giải | [ 64 ]    |
| Golden Joystick 2020              | 24 tháng 11 năm 2020 | Best Family Game               | Đoạt giải | [ 64 ]    |
| Golden Joystick 2020              | 24 tháng 11 năm 2020 | Best Gaming Community          | Đề cử     | [ 64 ]    |
| Golden Joystick 2020              | 24 tháng 11 năm 2020 | PlayStation Game of the Year   | Đề cử     | [ 64 ]    |
| Golden Joystick 2020              | 24 tháng 11 năm 2020 | Ultimate Game of the Year      | Đề cử     | [ 64 ]    |
| The Game Awards 2020              | 10 tháng 12 năm 2020 | Best Community Support         | Đoạt giải | [ 65 ]    |
| The Game Awards 2020              | 10 tháng 12 năm 2020 | Best Multiplayer Game          | Đề cử     | [ 65 ]    |
| The Game Awards 2020              | 10 tháng 12 năm 2020 | Best Indie Game                | Đề cử     | [ 65 ]    |
| Playstation.Blog Game of the Year | 18 tháng 12 năm 2020 | Best Independent Game-Platinum | Đoạt giải | [ 66 ]    |
| Playstation.Blog Game of the Year | 18 tháng 12 năm 2020 | Best Multiplayer Game-Gold     | Đoạt giải | [ 66 ]    |
| 17th British Academy Games Awards | 25 tháng 3 năm 2021  | British Game                   | Đề cử     | [ 67 ]    |
| 17th British Academy Games Awards | 25 tháng 3 năm 2021  | Evolving Game                  | Đề cử     | [ 67 ]    |
| 17th British Academy Games Awards | 25 tháng 3 năm 2021  | Family                         | Đề cử     | [ 67 ]    |
| 17th British Academy Games Awards | 25 tháng 3 năm 2021  | Multiplayer                    | Đề cử     | [ 67 ]    |
| 17th British Academy Games Awards | 25 tháng 3 năm 2021  | Original Property              | Đề cử     | [ 67 ]    |

### Doanh thu
Trong vòng 24 giờ sau khi phát hành, trò chơi đã có cơ sở người chơi tích cực hơn 1,5 triệu người chơi. Ngày 10 tháng 8 năm 2020, Devolver Digital công bố game đã bán ra 2 triệu bản trên Steam. Trong ngày đầu tiên phát hành, các máy chủ của Fall Guys: Ultimate Knockout bất ngờ bị quá tải do quá phổ biến.

Đến ngày 26 tháng 8 năm 2020, hơn 7 triệu bản Fall Guys đã được bán trên Steam và đây là trò chơi PS Plus hàng tháng được tải xuống nhiều nhất mọi thời đại. Trong vòng 2 tháng sau khi ra mắt, trò chơi đã đạt hơn 10 triệu lượt bán trên Steam, theo báo cáo của công ty cho quý kết thúc ngày 30 tháng 9. Theo công ty Superdata, doanh thu trực tuyến của trò chơi dành cho PC trong tháng đầu tiên là 185 triệu đô la Mỹ từ 8,2 triệu người chơi, đây là lần ra mắt lớn nhất trên nền tảng đó kể từ Overwatch theo các số liệu đó. Nhiều cửa hàng đã mô tả sự nổi tiếng của trò chơi như một "hiện tượng". Tháng 12 năm 2020, Mediatonic xác nhận doanh số hơn 11 triệu bản trên PC.